# Vouk
Vouk je priimek več znanih ljudi:
- Erika Vouk (*1941), slovenska pesnica in prevajalka
- Ivan Vouk (1886—1951), slovenski prevajalec in pisatelj, gledališki intendant
- Janez Vouk (*1969), glasbeni pedagog, trobentač, dirigent
- Karl Vouk (*1958), arhitekt, slikar, fotograf? (v Avstriji)
- Lara (Maria) Vouk, igralka, scenaristka in kostumografka (po rodu z avstrijske Koroške)
- Rudolf Vouk (1926—1983), slovensko-koroški šolnik
- Rudi Vouk (*1965), odvetnik in politik, borec za pravice Koroških Slovencev,
- Vale Vouk (1886—1962), hrvaški botanik, profesor in akademik
- Vido Vouk, inženir, računalničar (oče Berto)